# 사우

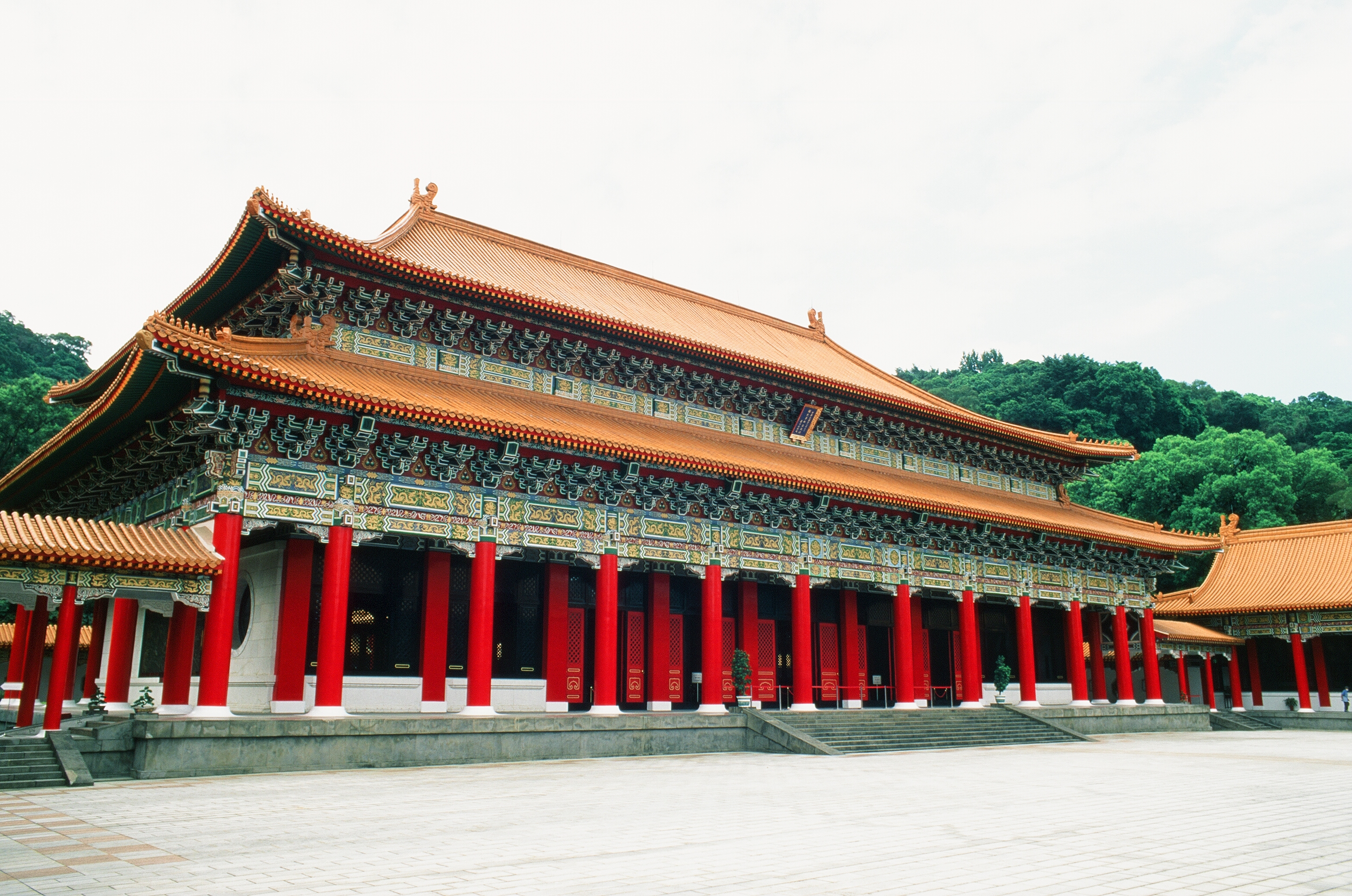
대만 타이페이의 국민혁명충렬사 대전.

사(祠) 또는 사우(祠宇)란 중국에서 발원하여 동아시아 한자문화권에 널리 퍼진, 조상숭배를 위한 종교건축물이다. 민간인이 자기 조상을 숭배하기 위해 사적으로 세운 것을 특히 사당이라 한다. 조상신 이외의 신령을 모시는 묘(廟)와 사를 더불어서 사묘(祠廟)라고 한다.